# Anatolij Wiediakow
Anatolij Stiepanowicz Wiediakow (ros. Анатолий Степанович Ведяков, ur. 21 grudnia 1930 w Moskwie, zm. w 2009) – radziecki lekkoatleta, chodziarz, kilkakrotny rekordzista świata, dwukrotny olimpijczyk.
Zajął 9. miejsce w chodzie na 50 kilometrów na igrzyskach olimpijskich w 1960 w Rzymie, a w chodzie na 20 kilometrów został zdyskwalifikowany. Na mistrzostwach Europy w 1962 w Belgradzie zajął 4. miejsce w chodzie na 20 kilometrów, a chodu na 50 kilometrów nie ukończył. Zajął 7. miejsce w chodzie na 50 kilometrów na igrzyskach olimpijskich w 1964 w Tokio oraz 5. miejsce w chodzie na 20 kilometrów na mistrzostwach Europy w 1966 w Budapeszcie.
Zdobył srebrny medal w chodzie na 50 kilometrów na Światowym Festiwalu Młodzieży i Studentów w 1957 w Moskwie.
Ustanowił następujące rekordy świata:
| Konkurencja           | Data i miejsce              | Wynik     |
| --------------------- | --------------------------- | --------- |
| chód na 30 000 metrów | 7 października 1955, Moskwa | 2:20:40,2 |
| chód dwugodzinny      | 7 października 1955, Moskwa | 25 865 m  |
| chód na 30 000 metrów | 23 sierpnia 1958, Moskwa    | 2:19:43,0 |
| chód na 20 mil        | 23 sierpnia 1958, Moskwa    | 2:31:33,0 |
| chód na 50 kilometrów | 13 sierpnia 1959, Moskwa    | 4:03:53   |
| chód na 20 kilometrów | 6 września 1959, Moskwa     | 1:25:58   |

Był mistrzem ZSRR w chodzie na 20 kilometrów w 1962 i 1966 oraz w chodzie na 50 kilometrów w 1959 i 1963, wicemistrzem w chodzie na 20 kilometrów w 1957, 1959 i 1960 oraz w chodzie na 50 kilometrów w 1955, 1961 i 1964, a także brązowym medalistą w chodzie na 20 kilometrów w 1963 i w chodzie na 50 kilometrów w 1957.
W 1965 otrzymał tytuł Zasłużonego Mistrza Sportu ZSRR.